# ريك باور
ريك باور (بالإنجليزية: Rick Bauer)‏ هو لاعب كرة قاعدة أمريكي، ولد في 10 يناير 1977 في غاردين غروفي في الولايات المتحدة.

## وصلات خارجية
- ريك باور على موقع دوري كرة القاعدة الرئيسي (الإنجليزية)
- ريك باور على موقع دوري كوريا الجنوبية لكرة القاعدة (الإنجليزية)
- ريك باور على موقعبيزبول رفرنس.كوم (الدوري الرئيسي) (الإنجليزية)
- ريك باور على موقعبيزبول رفرنس.كوم (الدوري الثانوي) (الإنجليزية)
- ريك باور على موقع إي إس بي إن.كوم (أم.أل.بي) (الإنجليزية)
- ريك باور على موقع مشجعي الرسوم البيانية (الإنجليزية)